# Facultad de medicina

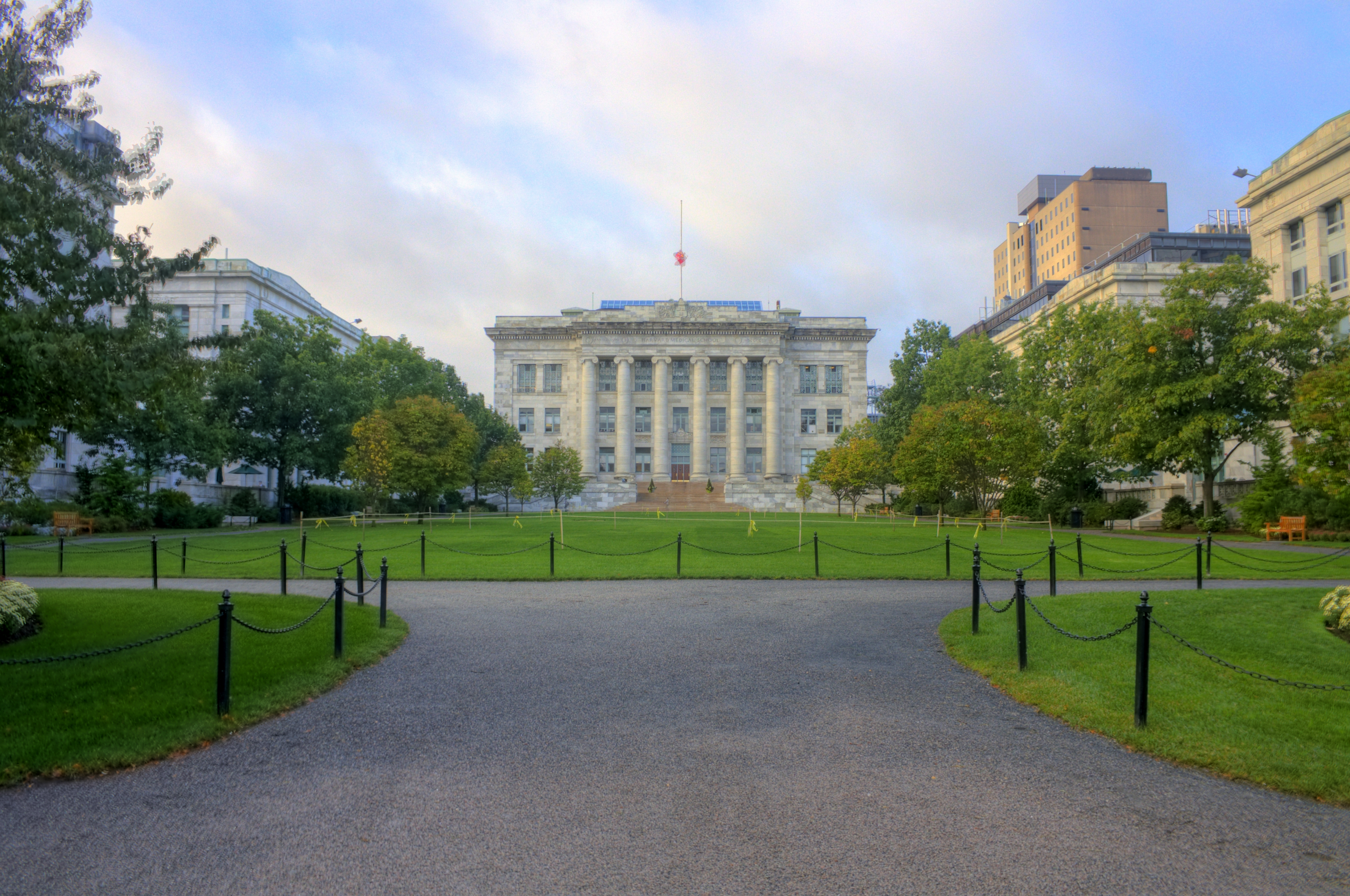
Escuela de Medicina de la Universidad de Harvard

El término facultad de medicina (generalmente Facultad de Medicina, cuando se usa como el nombre oficial) es el centro docente de educación superior, en general perteneciente a una universidad, que se especializa en la enseñanza de la medicina. En algunas universidades, especialmente en Estados Unidos, también se denomina escuela en vez de facultad.

## Enseñanza impartida
Además del programa de licenciatura en medicina, algunas facultades de medicina ofrecen programas que conducen a una maestría, doctorado, o a alguna especialidad médica. Las escuelas de medicina también tienen la facultad de contratar investigadores médicos y atender hospitales locales. 

### Criterios de ingreso
Los criterios de entrada, la estructura, metodología de la enseñanza y la naturaleza de los programas médicos que se ofrecen en las facultades de medicina varían de unos países a otros. Son instituciones altamente competitivas, usando exámenes estandarizados durante el proceso de selección de sus alumnos en la gran mayoría de las universidades pero con algunas excepciones como la Universidad de Buenos Aires (UBA), dónde es de acceso libre y gratuito.

### Asignaturas
Las principales asignaturas impartidas suelen ser:
- anatomía
- anestesiología
- bioestadística
- biología celular
- bioquímica
- cirugía
- dermatología
- embriología
- enfermedades infecciosas
- farmacología
- fisiología humana
- genética
- ginecología
- histología
- historia de la medicina
- inmunología
- investigación y nuevas tecnologías
- medicina familiar
- medicina interna
- microbiología
- neurología
- obstetricia
- oftalmología
- otorrinolaringología
- patología
- pediatría
- radiología
- toxicología
- traumatología